# Красово-Сюдмакі
Красово-Сюдмакі (пол. Krasowo-Siódmaki) — село в Польщі, у гміні Нові Пекути Високомазовецького повіту Підляського воєводства.
Населення — 66 осіб (2011).
У 1975-1998 роках село належало до Ломжинського воєводства.

## Демографія
Демографічна структура станом на 31 березня 2011 року:
|          | Загалом | Допрацездатний вік | Працездатний вік | Постпрацездатний вік |
| -------- | ------- | ------------------ | ---------------- | -------------------- |
| Чоловіки | 28      | 8                  | 18               | 2                    |
| Жінки    | 38      | 16                 | 17               | 5                    |
| Разом    | 66      | 24                 | 35               | 7                    |